# Cokane in My Brain
Cokane In My Brain is een Engelstalig nummer van de Jamaicaanse zanger Dillinger uit 1976.

## Achtergrond
De B-kant van de single was het nummer Power Bank. Het nummer verscheen op de LP CB 200 (1976).
De “riddim” was gebaseerd op de soulklassieker Do It Any Way You Wanna van People’s Choice, geproduced door Gamble and Huff. Het nummer werd een internationaal succes. In Nederland werd het een nummer 1-hit en verbleef het 12 weken in de hitparade. In de Vlaamse hitparade piekte het op de tweede plaats en verbleef er 10 weken.

## Andere uitvoeringen
- In 1977 had Dingetje een Nederlandstalige persiflage met het nummer Ik Ga Weg Leen.[5] De B-kant van deze single was Dingetje Goes Disco. Het nummer piekte op de 9e plek in de Nederlandse hitparade en verbleef er 4 weken.[6]

- Datzelfde jaar bracht Edgar Burgos als zanger van The Happy Boys (voorloper van Trafassi) een Surinaamstalige versie uit onder de titel Kronto.

## Hitnoteringen

### Nederlandse Top 40
| Hitnotering: 16-07-1977 t/m 08-10-1977 | Hitnotering: 16-07-1977 t/m 08-10-1977 | Hitnotering: 16-07-1977 t/m 08-10-1977 | Hitnotering: 16-07-1977 t/m 08-10-1977 | Hitnotering: 16-07-1977 t/m 08-10-1977 | Hitnotering: 16-07-1977 t/m 08-10-1977 | Hitnotering: 16-07-1977 t/m 08-10-1977 | Hitnotering: 16-07-1977 t/m 08-10-1977 | Hitnotering: 16-07-1977 t/m 08-10-1977 | Hitnotering: 16-07-1977 t/m 08-10-1977 | Hitnotering: 16-07-1977 t/m 08-10-1977 | Hitnotering: 16-07-1977 t/m 08-10-1977 | Hitnotering: 16-07-1977 t/m 08-10-1977 | Hitnotering: 16-07-1977 t/m 08-10-1977 | Hitnotering: 16-07-1977 t/m 08-10-1977 |
| Week                                   | 1                                      | 2                                      | 3                                      | 4                                      | 5                                      | 6                                      | 7                                      | 8                                      | 9                                      | 10                                     | 11                                     | 12                                     | 13                                     |                                        |
| -------------------------------------- | -------------------------------------- | -------------------------------------- | -------------------------------------- | -------------------------------------- | -------------------------------------- | -------------------------------------- | -------------------------------------- | -------------------------------------- | -------------------------------------- | -------------------------------------- | -------------------------------------- | -------------------------------------- | -------------------------------------- | -------------------------------------- |
| Nummer                                 | 24                                     | 14                                     | 9                                      | 6                                      | 1                                      | 1                                      | 1                                      | 1                                      | 3                                      | 10                                     | 20                                     | 31                                     | 38                                     | uit                                    |

### Nationale Hitparade
| Hitnotering: 16-07-1977 t/m 01-10-1977 | Hitnotering: 16-07-1977 t/m 01-10-1977 | Hitnotering: 16-07-1977 t/m 01-10-1977 | Hitnotering: 16-07-1977 t/m 01-10-1977 | Hitnotering: 16-07-1977 t/m 01-10-1977 | Hitnotering: 16-07-1977 t/m 01-10-1977 | Hitnotering: 16-07-1977 t/m 01-10-1977 | Hitnotering: 16-07-1977 t/m 01-10-1977 | Hitnotering: 16-07-1977 t/m 01-10-1977 | Hitnotering: 16-07-1977 t/m 01-10-1977 | Hitnotering: 16-07-1977 t/m 01-10-1977 | Hitnotering: 16-07-1977 t/m 01-10-1977 | Hitnotering: 16-07-1977 t/m 01-10-1977 | Hitnotering: 16-07-1977 t/m 01-10-1977 |
| Week                                   | 1                                      | 2                                      | 3                                      | 4                                      | 5                                      | 6                                      | 7                                      | 8                                      | 9                                      | 10                                     | 11                                     | 12                                     |                                        |
| -------------------------------------- | -------------------------------------- | -------------------------------------- | -------------------------------------- | -------------------------------------- | -------------------------------------- | -------------------------------------- | -------------------------------------- | -------------------------------------- | -------------------------------------- | -------------------------------------- | -------------------------------------- | -------------------------------------- | -------------------------------------- |
| Nummer                                 | 29                                     | 13                                     | 8                                      | 5                                      | 1                                      | 1                                      | 1                                      | 2                                      | 3                                      | 7                                      | 14                                     | 27                                     | uit                                    |

### NPO Radio 2 Top 2000
| Nummer met noteringen in de NPO Radio 2 Top 2000 | '99  | '00 | '01  | '02  |
| ------------------------------------------------ | ---- | --- | ---- | ---- |
| Cocaine in My Brain                              | 1684 | -   | 1530 | 1925 |

1. ↑  Een '-' betekent dat het nummer niet was genoteerd en een vetgedrukt getal geeft de hoogste notering aan.
2. ↑  Deze tabel is bijgewerkt tot en met de laatste editie (2024).